# 格氏擬麗魚
格氏擬麗魚，為輻鰭魚綱鱸形目隆頭魚亞目慈鯛科的其中一種，被IUCN列為近危保育類動物，分布於非洲馬拉威湖東南部的Makokola流域，棲息深度4-50公尺，體長可達13.4公分，棲息在有沉積物的礁石區水域，以藻類為食，雄魚具有領域性，生活習性不明，可作為觀賞魚。

## 擴展閱讀
維基物種上的相關：格氏擬麗魚